# Norrvikens trädgårdar
Norrvikens trädgårdar är en 14 hektar stor trädgårdsanläggning utanför Båstad som uppfördes 1906–1920 av Rudolf Abelin.

## Historik

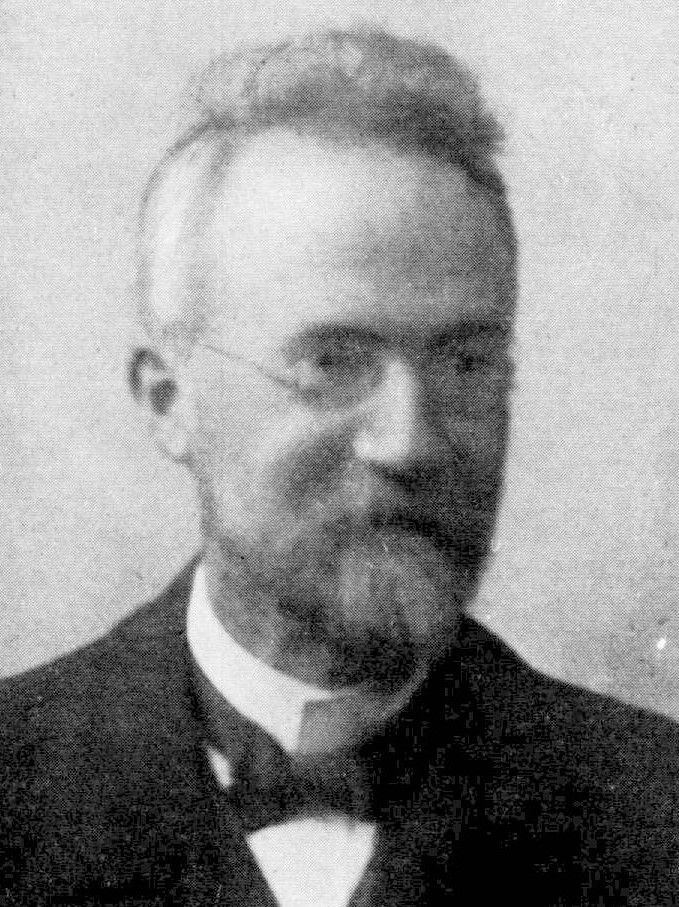
Rudolf Abelin

Rudolf Abelin anlade i slutet av 1800-talet en anläggning i skogstrakten Kolmårdens sydsluttning vid Björnsnäs strax norr om Norrköping. Namnet blev Norrviken, vilket också är namnet på den innersta viken av Bråviken öster om Björnsnäs. Han tvingades dock överge denna anläggning då järnvägen Nyköpingsbanan (byggd 1915) kom att dras rakt igenom trädgården.
Rudolf Abelin sökte då en ny plats för att förverkliga sina trädgårdsvisioner och fastnade för ett område några kilometer väster om Båstad. Norrvikens trädgårdar uppfördes där med början 1906 som bostad åt familjen. Rudolf Abelin hade rest en del i Europa och där fascinerats av olika trädgårdsstilar. Norrvikens trädgårdar omfattar därför flera olika trädgårdsrum med en italiensk barockträdgård, en renässansträdgård, en klosterträdgård, en orientalisk trädgård och en japansk trädgård. Här finns också en stor fruktträdgård.
Huvudbyggnaden, Villa Abelin, inrymmer idag butik, restaurang och galleri.

## Konkursansökan och nystart
Från 1986 drevs Norrvikens trädgårdar som aktiebolag med stiftelsen Norrvikens trädgårdar som garant för att anläggningen bibehölls och utvecklades i Abelins anda. Den 1 januari 2013 beslutade styrelsen för stiftelsen att en konkursansökan skulle lämnas in till Helsingborgs tingsrätt. Detta skedde efter svårigheter att finna arrendatorer eller annan finansiering.
I februari 2013 såldes trädgårdarna med dess Villa Abelin till bolaget Lilla Båstad (ägt av Peab:s grundare Erik Paulsson). Under 2014–2015 renoverades den q-märkta villan. Även trädgårdarna har sedan 2013 renoverats och nya trädgårdsdelar har anlagts.

## Galleri

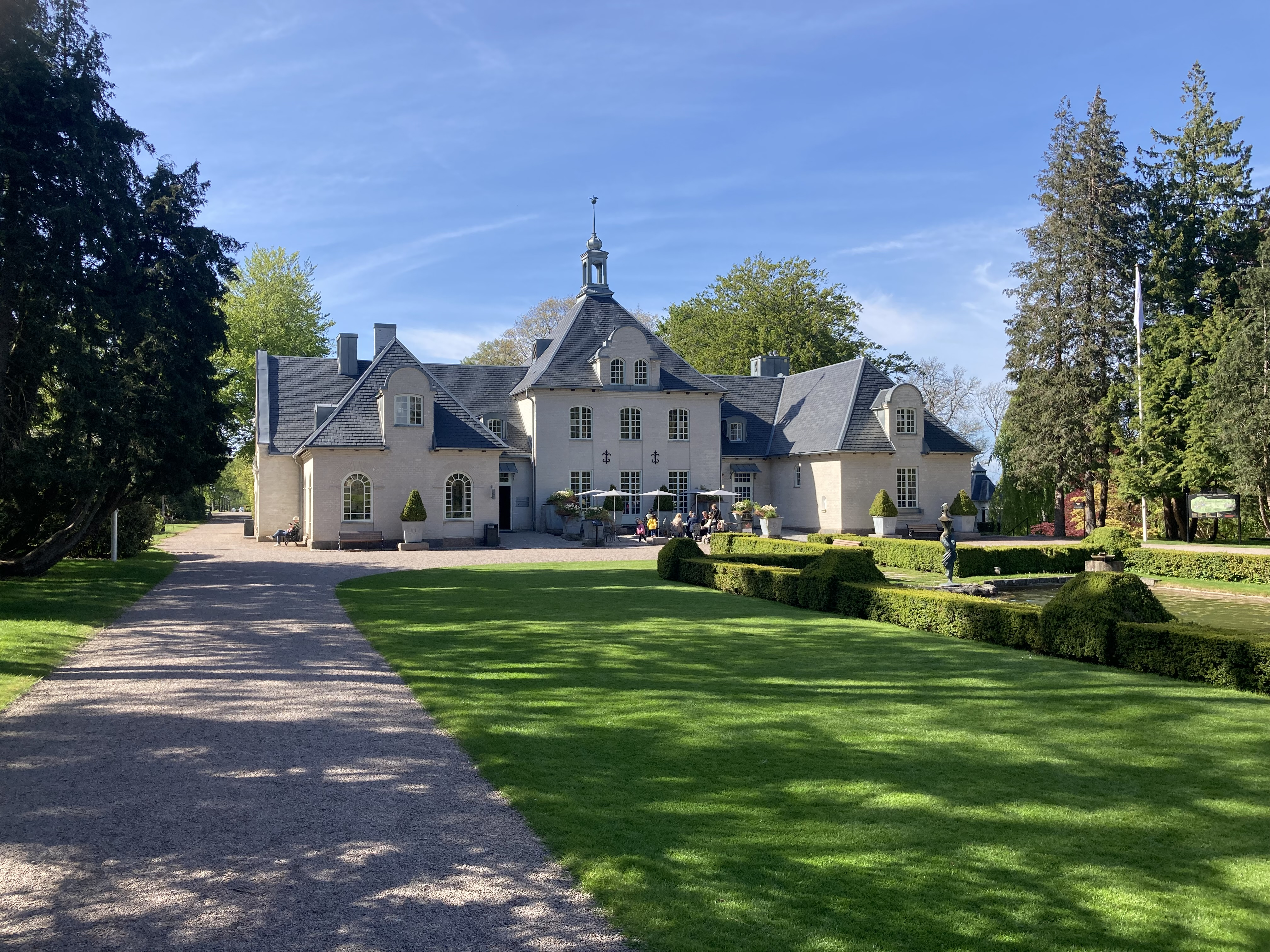
Villa Abelin, 2022.
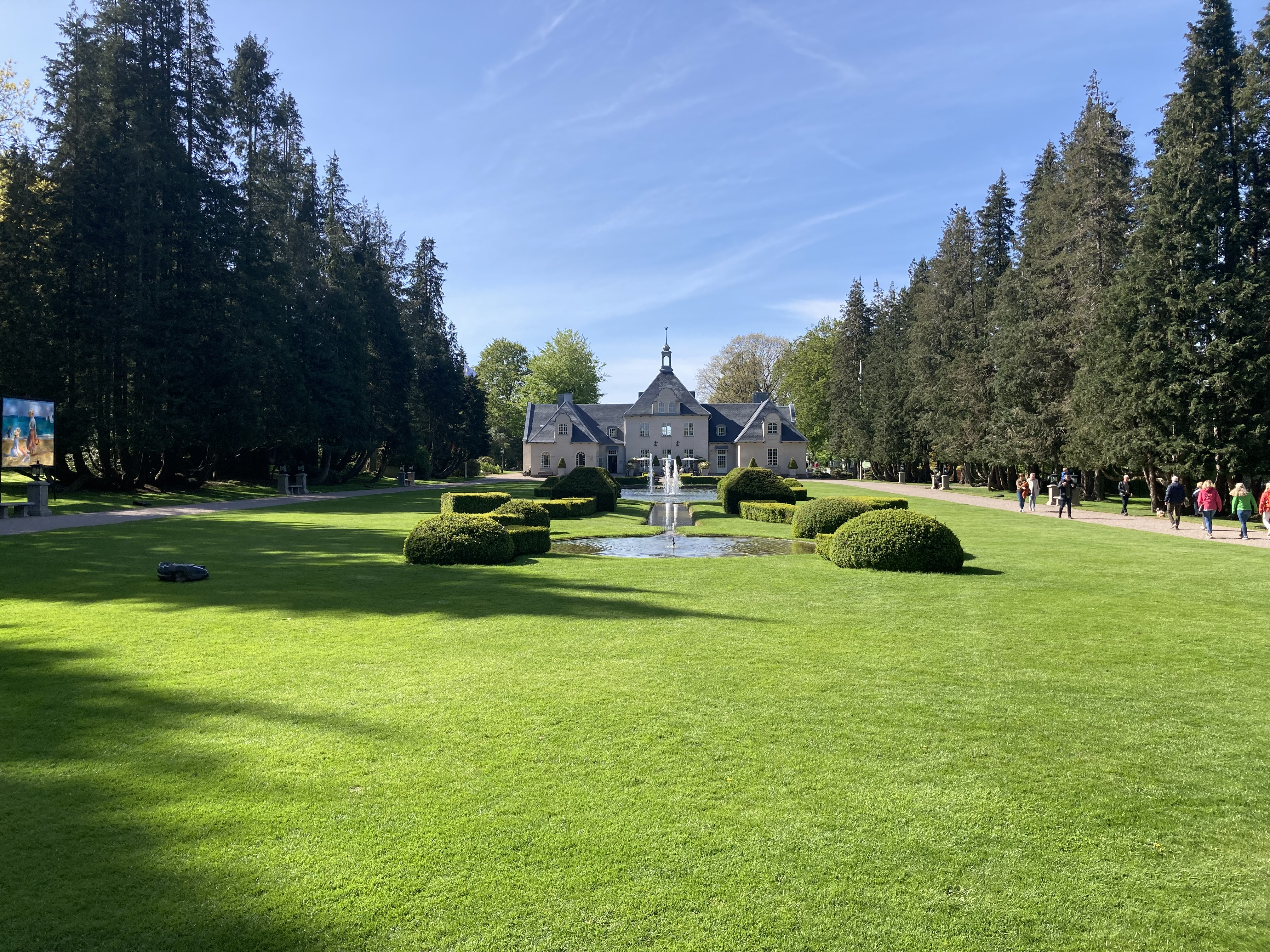
Barockträdgården, 2022.
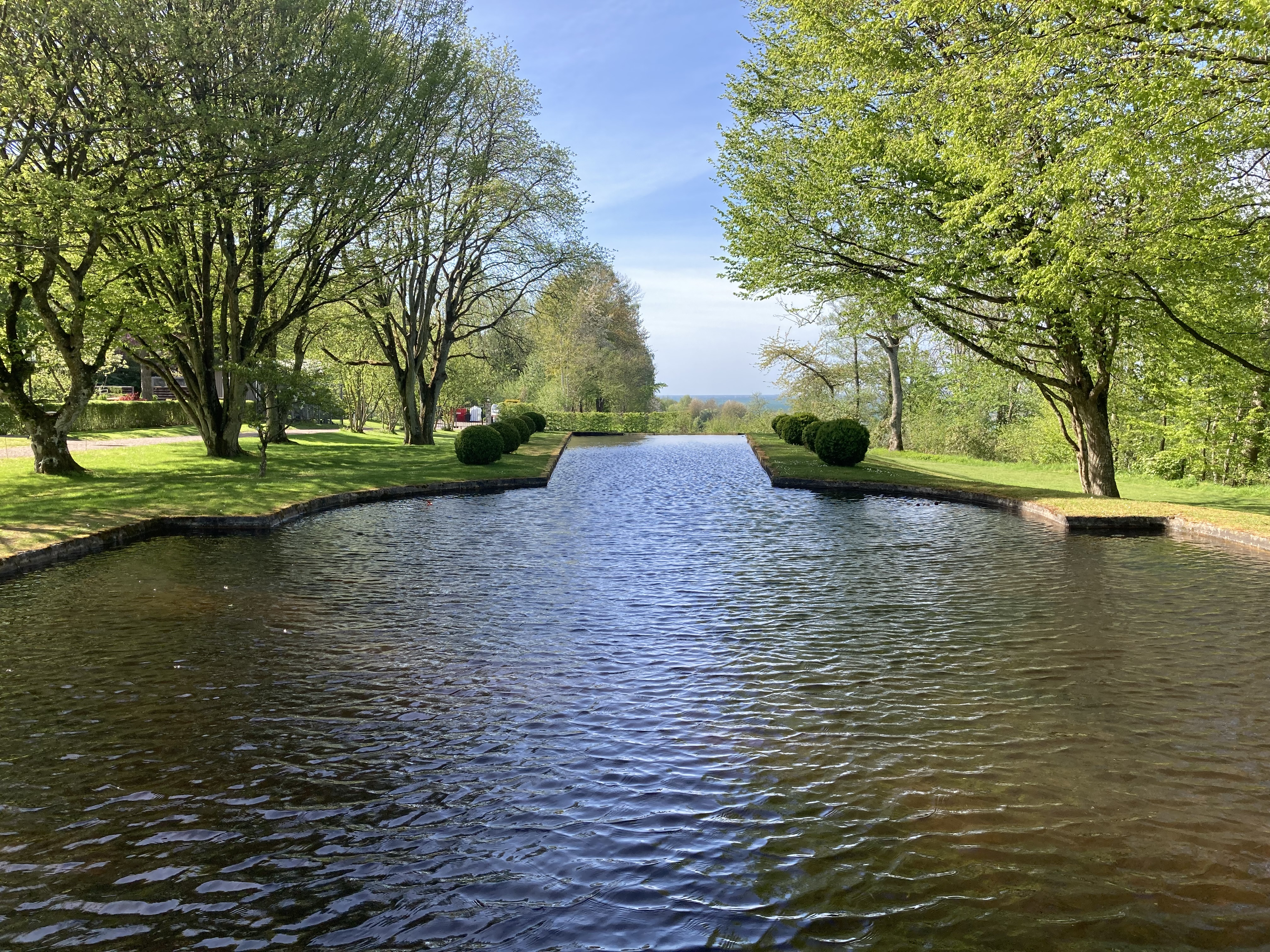
Nordtyska planteringens damm, 2022.
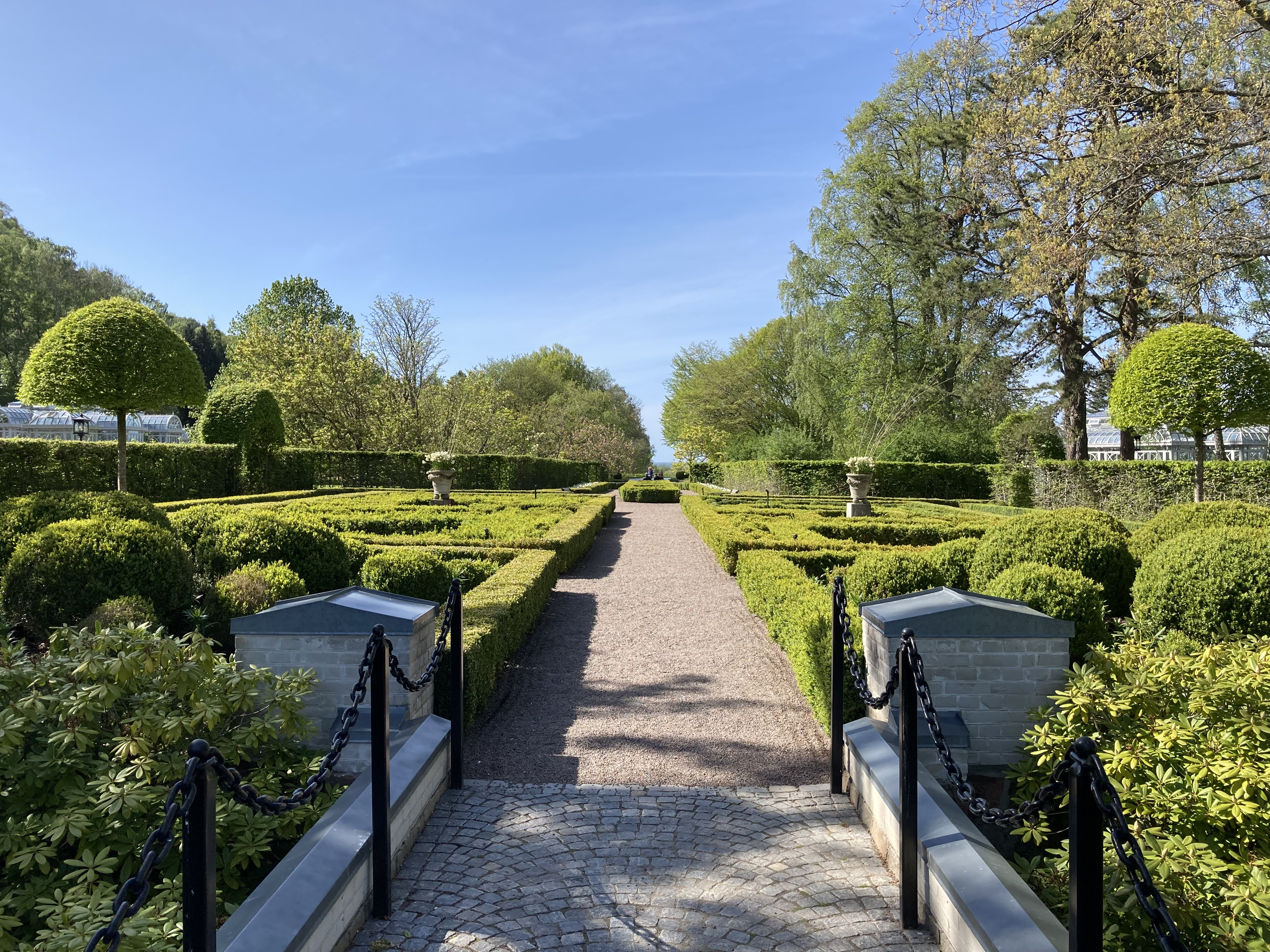
Renässansträdgården, 2022.
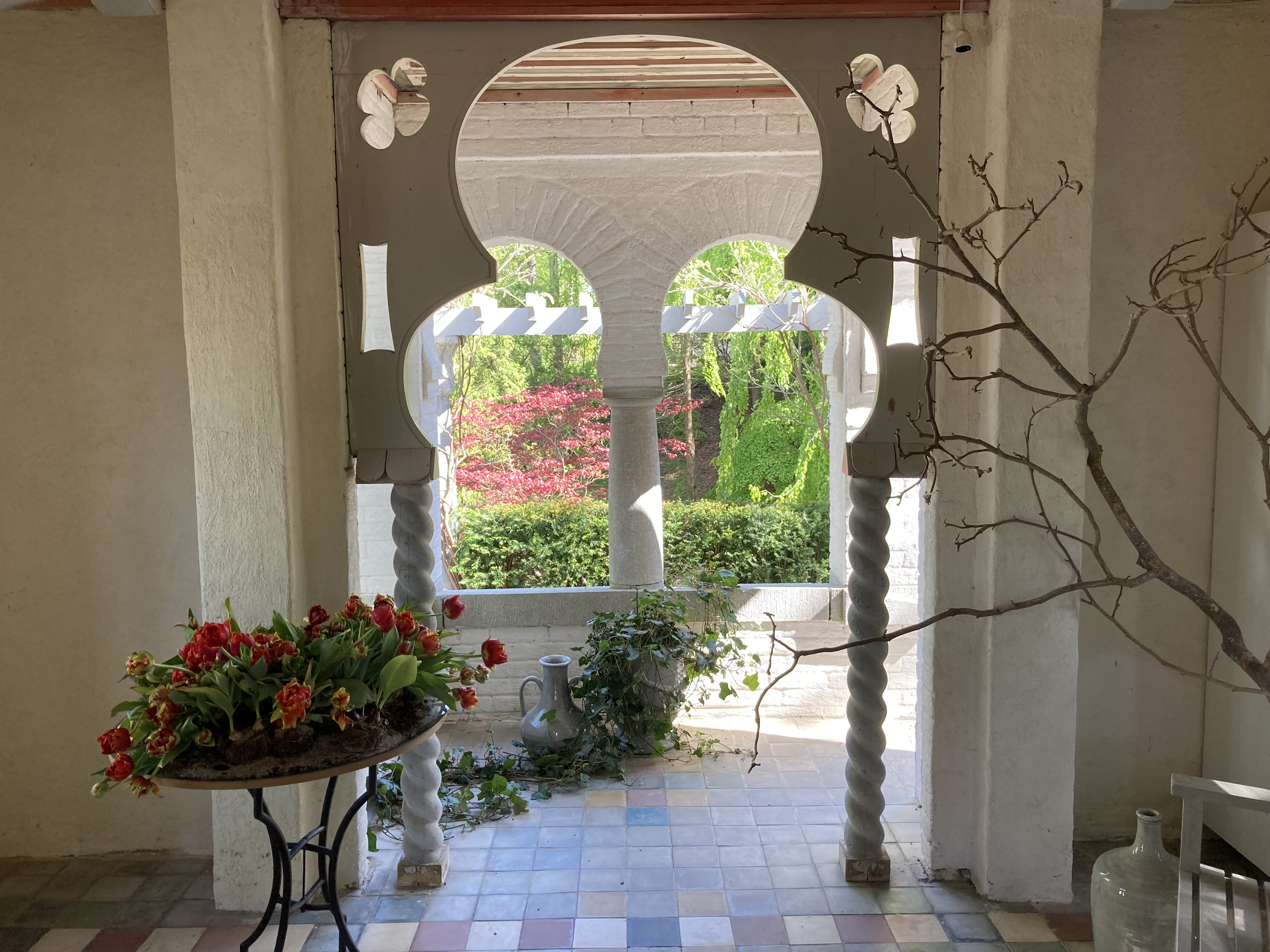
Österländska terrassen, Orientaliska templet, 2022.
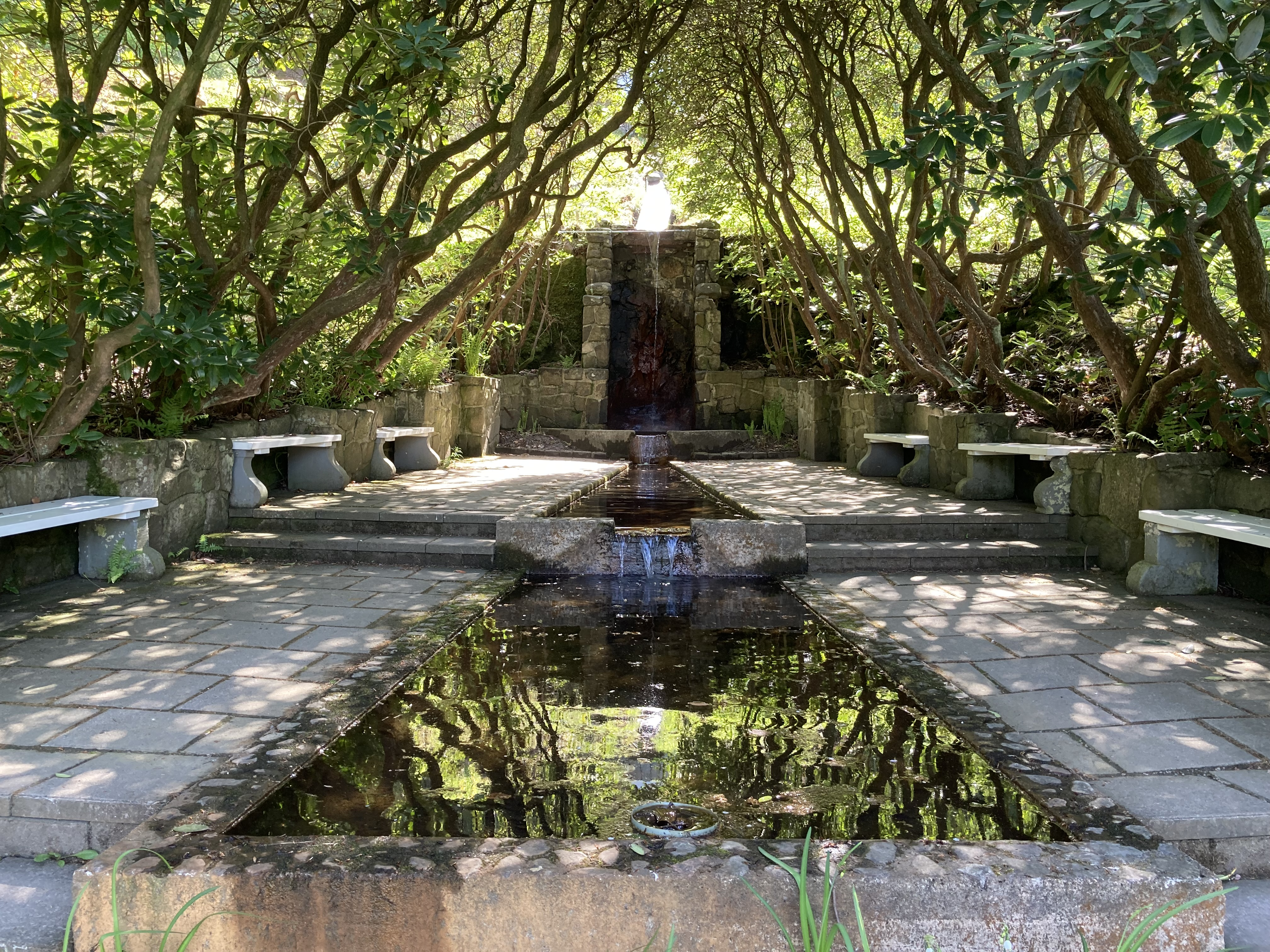
Vattenträdgårdens vattenfall, 2022.
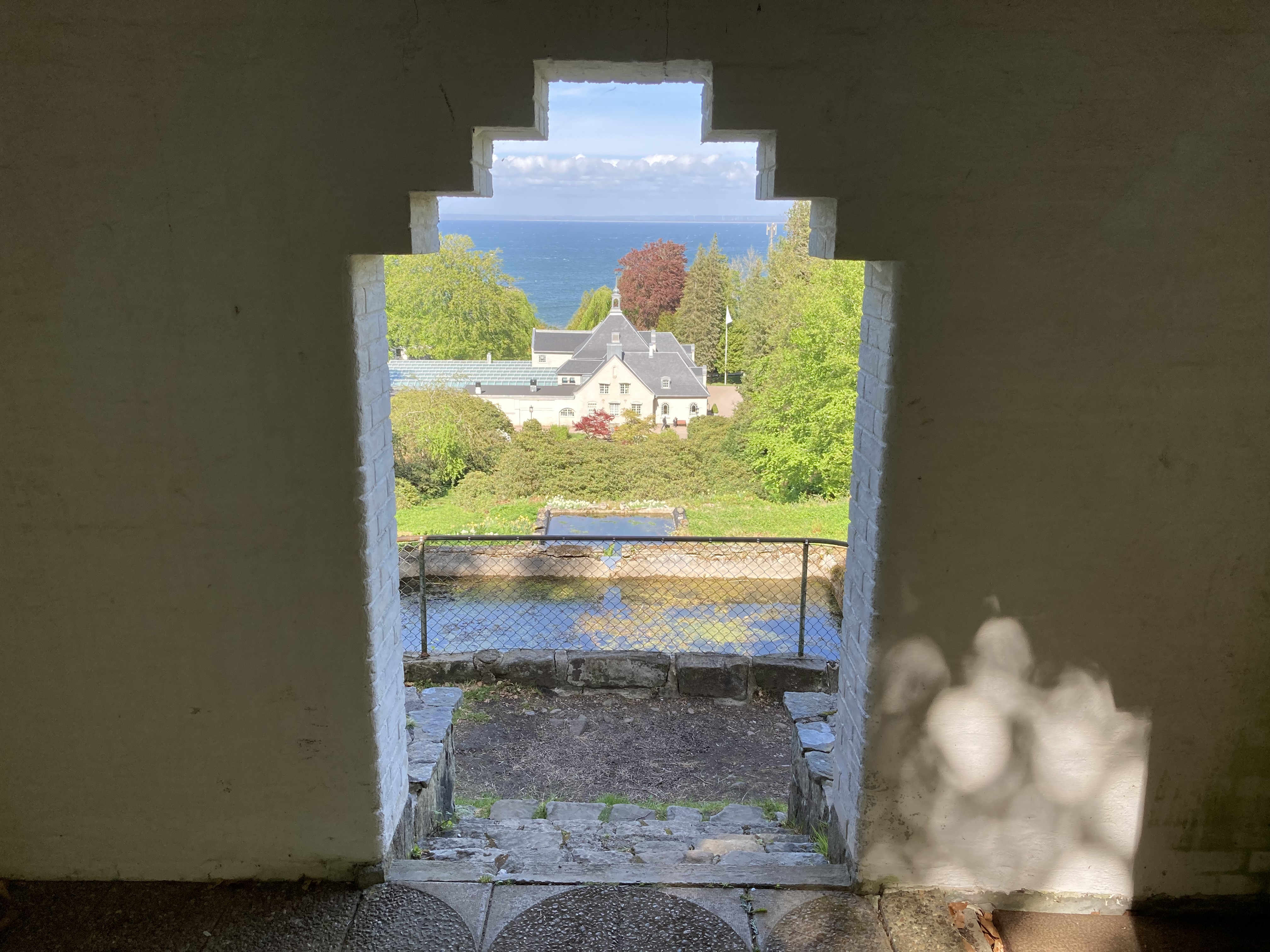
Vattentemplet i Vattenträdgården, 2022.
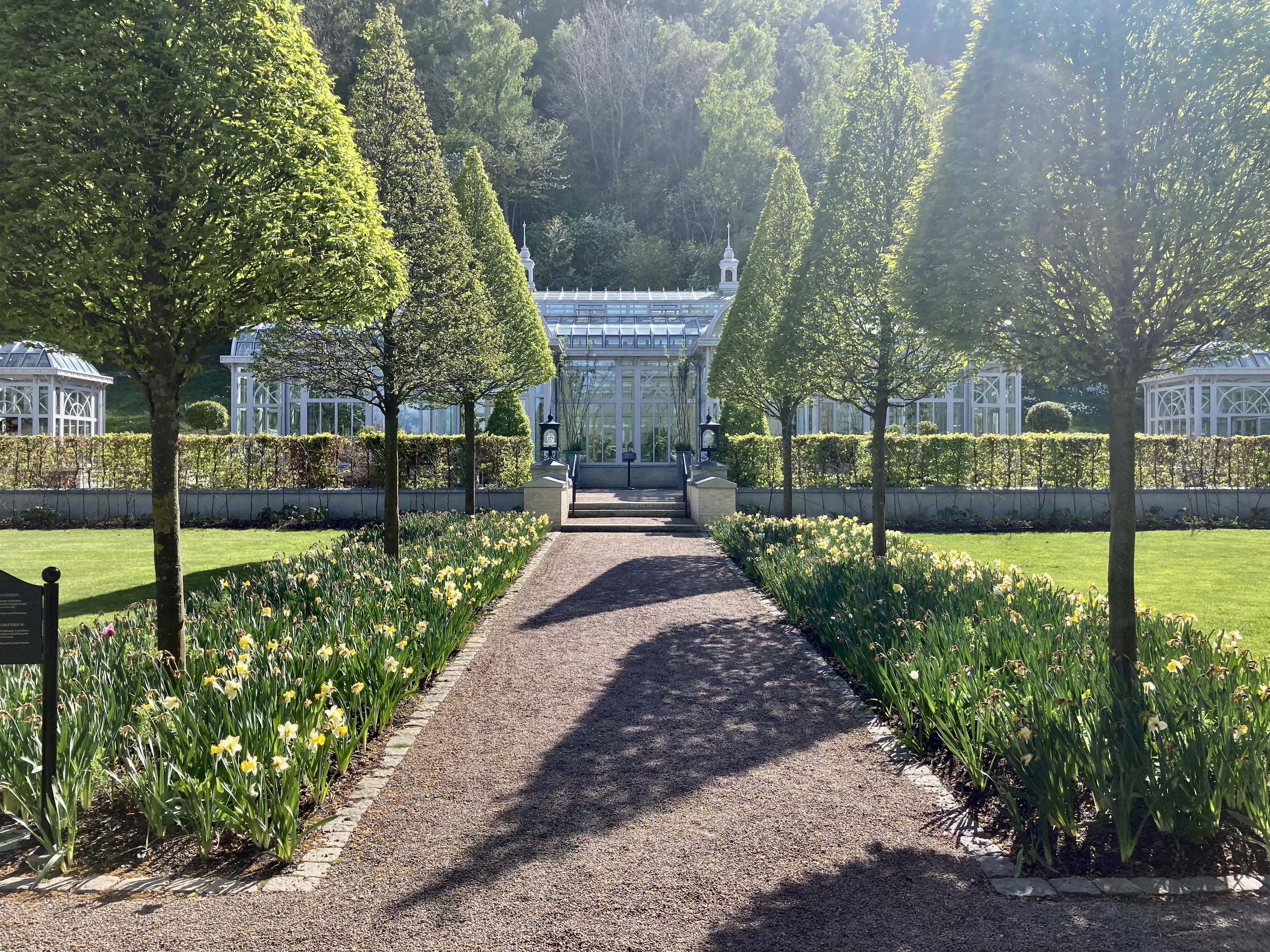
Victoriahuset, 2022.